# Banjo-Kazooie (datorspelsserie)
Banjo-Kazooie-serien är en datorspelserie med Banjo och Kazooie som huvudpersoner. Banjo-Kazooie-serien är utvecklad av Rare och Banjo gjorde sin debut år 1997 till Nintendo 64 i Diddy Kong Racing. Ett år senare parades han ihop med Kazooie i spelet Banjo-Kazooie. År 2002 köpte Microsoft upp Rareware och de hade 2 sista spel att släppa på Gameboy Advance, vilket var Banjo Pilot och Banjo Kazooie: Gruntys Revenge. År 2008 släpptes spelet Banjo-Kazooie: Nuts & Bolts till Xbox 360. År 2019 kom Banjo tillbaka till en Nintendo Konsol och blev inkluderad i Super Smash Bros. Ultimate. I januari 2022 släpps Banjo Kazooie på Nintendo Switch med hjälp av Nintendo Switch Online.

## Rollfigurer
- Banjo är hjälten i Banjo-Kazooie och Banjo-Tooie samt Banjo-Kazooie: Nuts & Bolts till Xbox 360. Banjo är en lugn björn som bor tillsammans med sin vän Kazooie. Banjo bär gula shorts, blå ryggsäck (som hans vän Kazooie brukar vara i) och ett halsband med en hajtand. Banjo bor i Spiral Mountain på ön Isle O' Hags. Banjo har även en syster vid namn Tooty. Banjo förekommer även i tv-spelet Diddy Kong Racing till Nintendo 64, samt spelen Banjo-Pilot och Banjo-Kazooie: Grunty's Revenge till Game Boy Advance. Banjo är döpt efter musikinstrumentet med samma namn.
- Kazooie är medhjälparen till Banjo. Hon är en röd fågel som oftast befinner sig i Banjos ryggsäck. Hennes karaktär är den direkt motsatta Banjos; hon är temperamentsfull, högljudd och otrevlig mot andra. Hon är särskilt otrevlig mot den hjälpsamme mullvaden Bottles. Kazooie är döpt efter musikinstrumentet kazoo.
- Tooty är Banjos yngre syster. Hon är en björn med blont hår och är god vän med Bottles. Hon kidnappas i början av Banjo-Kazooie av Gruntilda och spelet handlar om att rädda henne. Hon anses vara väldigt vacker. Det är på grund av det som häxan Gruntilda kidnappar henne, för att stjäla hennes skönhet.
- Bottles är en hjälpsam mullvad. Han finns med i större delen av spelet (oftast gömd under marken), men han dyker upp när man stöter på en mullvadshög. Han lär Banjo och Kazooie nya attacker och rörelsemönster, som de sedan kan använda i spelet. Han är god vän med Tooty, men bråkar en del med Kazooie.
- Mumbo Jumbo är en schaman som förvandlar Banjo och Kazooie till olika saker genom spelets gång. Mumbo Jumbo accepterar endast Mumboskallar som betalning och kan förvandla våra hjältar till bland annat en myra, en valross, en krokodil eller en pumpa.
- Gruntilda Winkybunion, även kallad Grunty, är skurken och en häxa som kidnappar lilla Tooty för att stjäla hennes skönhet, men Banjo och Kazooie lyckas rädda henne och begraver Grunty under en sten.
- Brentilda, en av Gruntildas systrar; hon talar om för Banjo och Kazooie olika hemligheter som kan vara till hjälp senare i spelet. Hon förekommer både i Banjo-Kazooie och Banjo-Tooie.
- Jamjars är bror till Bottles, och är en militärmullvad. Han dyker först upp i Banjo-Tooie där han tar över Bottles roll från det första spelet.
- Humba Wumba är också en schaman. Hon är hjälpsam mot Banjo och Kazooie, fastän hon är rival till Mumbo Jumbo.
- Klungo är Gruntildas lojale följeslagare. Han har en mindre roll i Banjo-Kazooie, men återkommer oftare i Banjo-Tooie, då även som en miniboss.

## Banjo-Kazooie-spel
Datumen avser det europeiska lanseringsåret.
| Spelnamn                        | Plattform(ar)    | År det släpptes           |
| ------------------------------- | ---------------- | ------------------------- |
| Banjo-Kazooie                   | Nintendo 64      | 1998                      |
| Banjo-Tooie                     | Nintendo 64      | 2001 (2000 i Nordamerika) |
| Banjo-Kazooie: Grunty's Revenge | Game Boy Advance | 2003                      |
| Banjo-Pilot                     | Game Boy Advance | 2005                      |
| Banjo-Kazooie: Nuts & Bolts     | Xbox 360         | 2008                      |

## Andra spel Banjo och/eller Kazooie är med i
Datumen avser det europeiska lanseringsåret.
| Spelnamn                                         | Plattform(ar)   | År det släpptes |
| ------------------------------------------------ | --------------- | --------------- |
| Diddy Kong Racing                                | Nintendo 64     | 1997            |
| Sonic & Sega All-Stars Racing with Banjo-Kazooie | Xbox 360        | 2010            |
| Super Smash Bros. Ultimate                       | Nintendo Switch | 2018            |